# Johann Christoph von Stecher
Johann Christoph Stecher, seit 1754 von Stecher (* 26. Juli 1706 in Rothenburg (Saale); † 19. Dezember 1762 in Schönebeck (Elbe)) war ein deutscher Verwaltungsjurist und preußischer Beamter. Er war Pächter der königlichen Salinen in Halle an der Saale und Schönebeck sowie Erbherr auf Beuchlitz und Schlettau.

## Leben
Johann Christoph von Stecher wurde als jüngster von vier Söhnen und sechs Töchtern von Johann Paul Stecher und seiner Ehefrau Maria Elisabeth (Mädchenname unsicher) geboren. Zunächst mit seinen Geschwistern von einem Informator in Rothenburg erzogen, besuchte er 1718 die von August Hermann Francke geleitete Latina in Halle, während sein Vater das Mühlenwesen in Berlin beaufsichtigte. Am 13. Oktober 1723 begann er in Halle ein Jurastudium, wechselte in den Verwaltungsdienst und wurde außerordentlich früh am 22. August 1729 zum Kriegs- und Domänenrat ernannt.
1732 bekam er eine Pfründe beim Kollegiatstift St. Gangolf in Magdeburg und wurde zunächst Canonicus, später Senior des Stifts. Er heiratete zunächst in Berlin 1733 Johanna Christina Stöffler, Tochter eines Ratsmannes. Sie starb am 6. September 1736. Mit ihrem früh verstorbenen Sohn Johann Martin Friedrich Stecher starb seine Stecher-Linie im Mannesstamme aus.
1737 heiratete er die vermögende Dorothea Elisabeth Lucia Eversmann (1717–1769), Tochter des Kammerdieners von Friedrich Wilhelm I. (Preußen), Rudolph Wilhelm Eversmann und seiner Ehefrau Margarethe Elisabeth Köhler. Er hatte mit ihr drei Töchter. Die dritte starb ebenfalls früh.
Nach dem Tod des Vaters erbte er unter Auszahlung seiner Brüder die Lehen Rittergut Beuchlitz und Schlettau (damaliger Wert ca. 23.500 Taler) samt Privilegien (Jagd- und Schürfrechte von 128 Kuxen) und wandelte sie zwischen 1747 und 1749 in Erbgüter für seine weiblichen Nachkommen um.
Am 5. November 1754 wurde er zum Geheimen Kriegsrat ernannt und in den erblichen Adelsstand erhoben. Sein Wappen (z. B. im Muschelzimmer in Beuchlitz) zeigt das Jerusalemkreuz, darüber einen liegenden Pfeil. Einerseits war das die Belohnung für die Entdeckung einer neuen Solequelle in Schönebeck. Anderseits wurden seine Töchter durch den Erbadel standesgemäß, um in einer Doppelhochzeit in Schönebeck am 20. Februar 1755 die Majore der königlichen Leibgarde Christoph von Billerbeck (1714–1790) und Dittrich Gottlieb von Witzleben (1723–1785) zu heiraten. Ihre Mitgift betrug 12.000 Taler plus einem jährlichen Zuschuss von 200 Talern. Bei der Vermittlung hatte Friedrich II. selbst Einfluss genommen, der die Stechers schon als Kronprinz bei Gastaufenthalten im Hause Stecher in Schönebeck kennengelernt hatte. So blieb zugleich der z. T. im sächsischen Beuchlitz investierte Stechersche Reichtum in Preußen. Der König wurde Pate von Billerbecks erstem Kind, Friedrich Christoph Constantin (1756–1805).
Johann Christoph Stecher verband seine Karriere mit sozialem Aufstieg und verkehrte nun auch in Kreisen des Adels und der Herrnhuter Brüdergemeine sowie mit Nikolaus Ludwig von Zinzendorf.
Nach seinem Tod am 19. Dezember 1762 in Schönebeck fand Christoph von Stecher seine letzte Ruhestätte im Erbbegräbnis der Familie in Beuchlitz an der Seite seines Vaters. Seine zweite Frau folgte ihm am 25. August 1769.
Ab 1737 übernahm Christoph von Stecher nach dem Tode seines Vaters die Leitung der Salinen in Halle und Schönebeck mit Pachtverträgen bis 1756. Verschwendung von knapper werdendem Brennholz durch die Arbeiter bestrafte er ähnlich streng wie sein Vater mit Spießrutenlauf und Haft, z. B. bei Heinrich Schaaf und seinen Mannen in Schönebeck im Jahre 1743.
1748 wurde Johann Christoph Stecher als Mitglied der Kriegs- und Domänenkammer erwähnt. Als Miterbe des Rittergutes Beuchlitz erwarb er Jagd- und Schürfrechte, wobei eine Salpetergrube besonders erwähnenswert ist.
Er erschloss in Schönebeck von 1751 bis 1753 weitere starke Solequellen. Hatten beide Stechers schon durch Einbeziehung von Steinkohle aus Wettin, Bernburg und (eigener) Braunkohle aus Beuchlitz Holz eingespart, so wurde bei dem erweiterten Absatz 1754 beschlossen, ein Gradierwerk wie in Westfalen (z. B. in Königsborn oder Nordherringen) nach dem überarbeiteten Entwurf von Waitz von Eschen anzulegen. Der Ausbau verzögerte sich aber aufgrund des Krieges und kostete nach Stechers Tod das Doppelte der ursprünglich projektierten 150.000 Taler. Beuchlitz wurde im Siebenjährigen Krieg am 21. August 1757 von französischen Husaren überfallen, die aufgrund von Gerüchten die Herausgabe der dort vermuteten Halleschen Salzkasse forderten. Da sich diese aber gar nicht in Beuchlitz befand, raubten sie den Besitz aus und nahmen den Schwiegersohn von Witzleben mit. Bei einem zweiten Besuch forderten sie eine Kasse von 21.000 Reichstalern. Das Generaldirektorium wiegelte einen Bericht über den Vorfall mit Verweis auf die bisher noch nicht übergriffigen Franzosen ab und erklärte sich für nicht zuständig, da Beuchlitz in Sachsen lag.
Johann Christoph Stecher steigerte wie sein Vater Johann Paul den Ertrag der Salinen, profitierte weiterhin vom preußischen Salzmonopol, das die Salzeinfuhr von außerhalb verbot und erweiterte den Absatzmarkt weit über Preußen hinaus, so dass von 1721 bis 1764 die Ausfuhr nach Schlesien, Franken, Polen und Mecklenburg (3.030 Lasten) den Verkauf im Inland (2.270 Lasten) übertraf. So füllte er die Kriegs- und Domänenkasse Friedrichs II. und brachte es selber zu Ansehen und Reichtum.
Nach seinem Tod setzten seine Witwe Geheimrätin von Stecher und anschließend seine Tochter, die Obristin von Billerbeck, die Leitung der Saline bis 1790 fort.